# Gongylidioides onoi
Gongylidioides onoi är en spindelart som beskrevs av Tazoe 1994. Gongylidioides onoi ingår i släktet Gongylidioides och familjen täckvävarspindlar. Inga underarter finns listade i Catalogue of Life.